# Фрага (Уеска)
Фрага (ісп. Fraga, кат. Fraga) — муніципалітет в Іспанії, у складі автономної спільноти Арагон, у провінції Уеска. Населення — 14 302 особи (2009).
Муніципалітет розташований на відстані близько 360 км на схід від Мадрида, 95 км на південний схід від Уески.
На території муніципалітету розташовані такі населені пункти: (дані про населення за 2009 рік)
- Фрага: 14057 осіб
- Міральсот: 290 осіб
- Літера: 192 особи

## Демографія
Динаміка населення (INE ):

## Галерея зображень

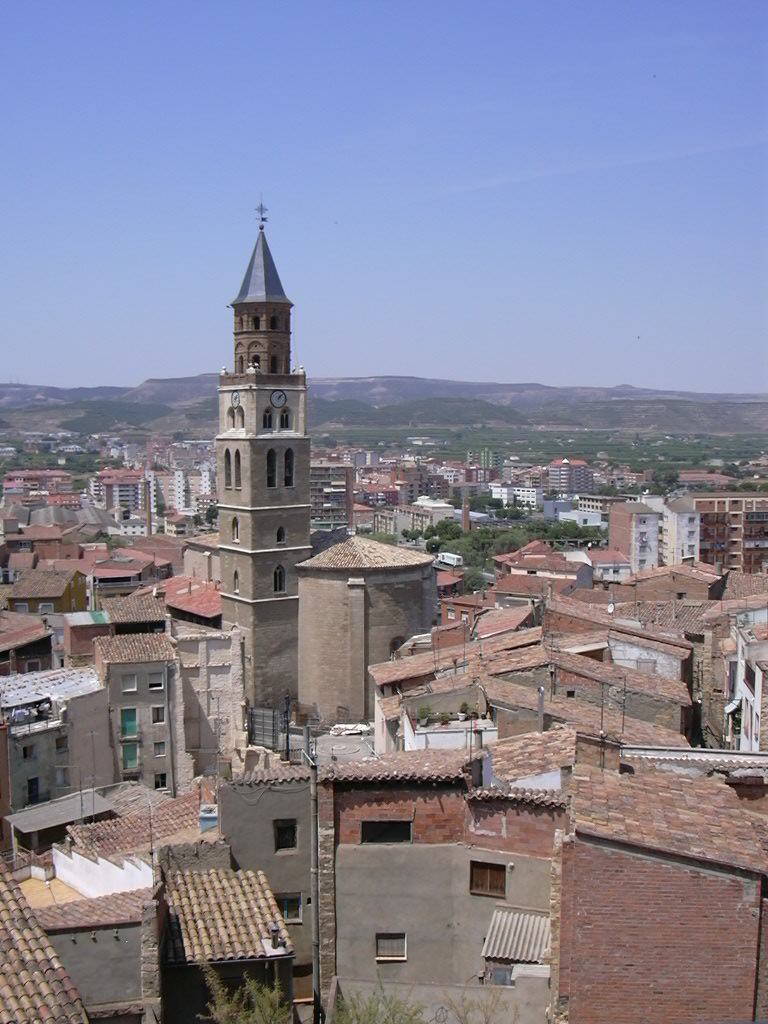
Парафіяльна церква Сан-Педро
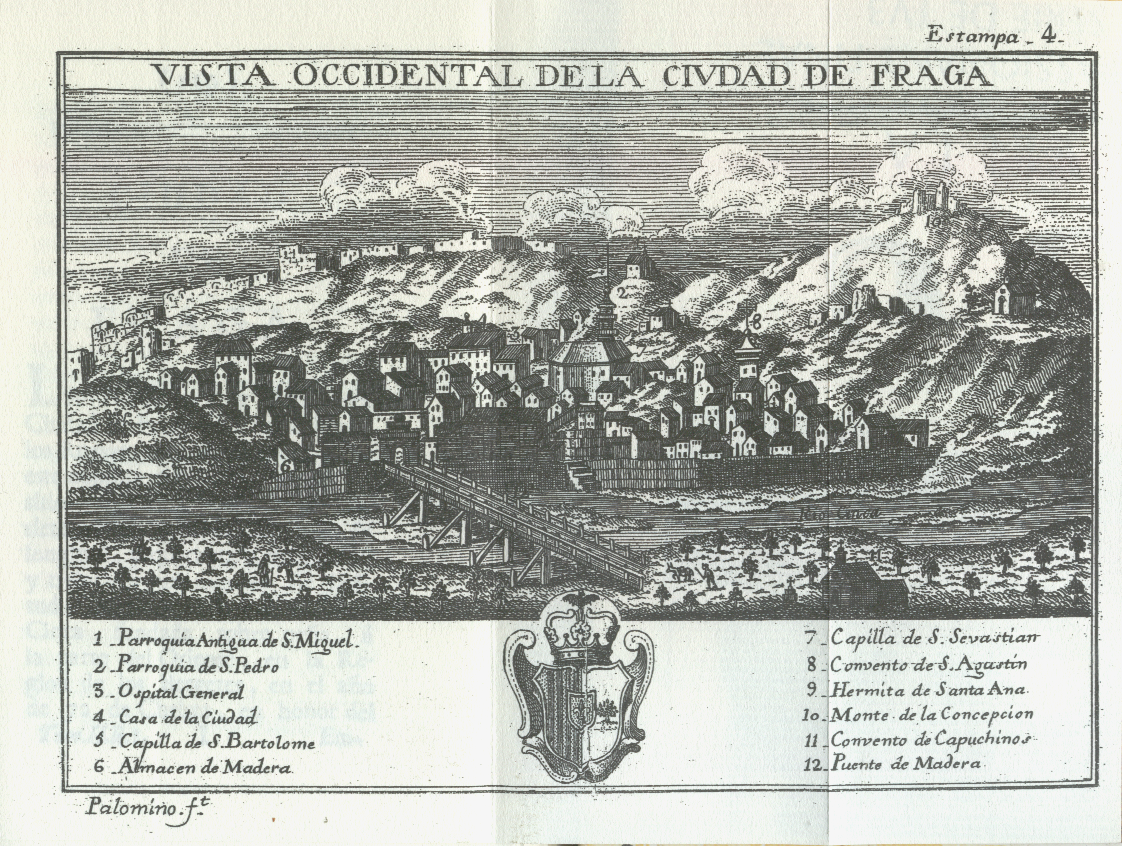
Фрага у 1779 році